# Frank Nighbor
Frank Nighbor (* 26. Januar 1893 in Pembroke, Ontario; † 13. April 1966 ebenda) war ein kanadischer Eishockeyspieler, der von 1923 bis 1937 für die Ottawa Senators und Toronto Maple Leafs in der National Hockey League spielte.

## Karriere
Als Center, der sowohl offensiv als auch defensiv überzeugen konnte, spielte er bereits 1912 erfolgreich bei den Toronto Blueshirts. Er wechselte an die Westküste und konnte dort 1915 mit den Vancouver Millionaires den Stanley Cup gewinnen. Als die NHL in ihre erste Saison ging, war Frank Nighbor schon 24 Jahre alt. Nun in Ottawa konnte er mit den Senators 1920, 1921, 1923 und 1927 weitere vier Male den Stanley Cup gewinnen. Auch wenn er in der Offensive überzeugte, lag seine besondere Stärke in der Rolle eines defensiven Stürmers. Als die NHL persönliche Ehrungen einführte, war er sowohl bei der Hart Memorial Trophy erster Gewinner, wie auch bei der Lady Byng Memorial Trophy, die er noch persönlich von der Frau des kanadischen Gouverneur, Lady Byng überreicht bekam. Seine Fans nannten ihn den „Flying Dutchman“ und den „Pembroke Peach“. 1929 wechselte er nach Toronto, beendete dort aber nach einer halben Saison seine Karriere.
1947 wurde er mit der Aufnahme in die Hockey Hall of Fame geehrt.

## Auszeichnungen
- Hart Memorial Trophy: 1924 (erster Gewinner)
- Lady Byng Memorial Trophy: 1925 und 1926 (erster Gewinner)